# Beko Germany
Die Beko Germany GmbH (ehemals: Beko Grundig Deutschland GmbH) ist ein Vertriebsunternehmen für Elektrogeräte, speziell Haushaltsgroßgeräte, Kleingeräte, Fernsehgeräte und Audiogeräte.

## Hintergrund

Logo der Beko Grundig Deutschland GmbH bis 2023

Als Dachorganisation vertreibt sie die Marken Beko und Grundig in Deutschland. Das Unternehmen mit Sitz in Eschborn ist im September 2020 aus dem Zusammenschluss der Grundig Intermedia GmbH und der Beko Deutschland GmbH hervorgegangen.
Weitere Marken sind Altus und Blomberg; elektrabregenz wird exklusiv von der Beko Austria AG in Österreich vertrieben. Die Beko Germany beschäftigt am Standort Eschborn mehr als 200 Mitarbeiter in den Bereichen Vertrieb, Service, Marketing, Produkt- und Qualitätsmanagement, Logistik/Lieferketten-Management, HR, Controlling sowie Finanzen und Recht. Die Produkte werden größtenteils in 28 Fertigungsstätten der Muttergesellschaft Arçelik in Europa, Asien und Afrika hergestellt. Arçelik ist Teil der Koç Holding.
Im Jahr 2024 wurde von Arçelik zusammen mit der Whirlpool Corporation die Beko Europe gegründet. Unter diesem Unternehmen wurden die europäischen Tochtergesellschaften beider Firmen, wie die Beko Germany, inklusive deren Marken gebündelt.

## Grundig, Geschichte und Produkte

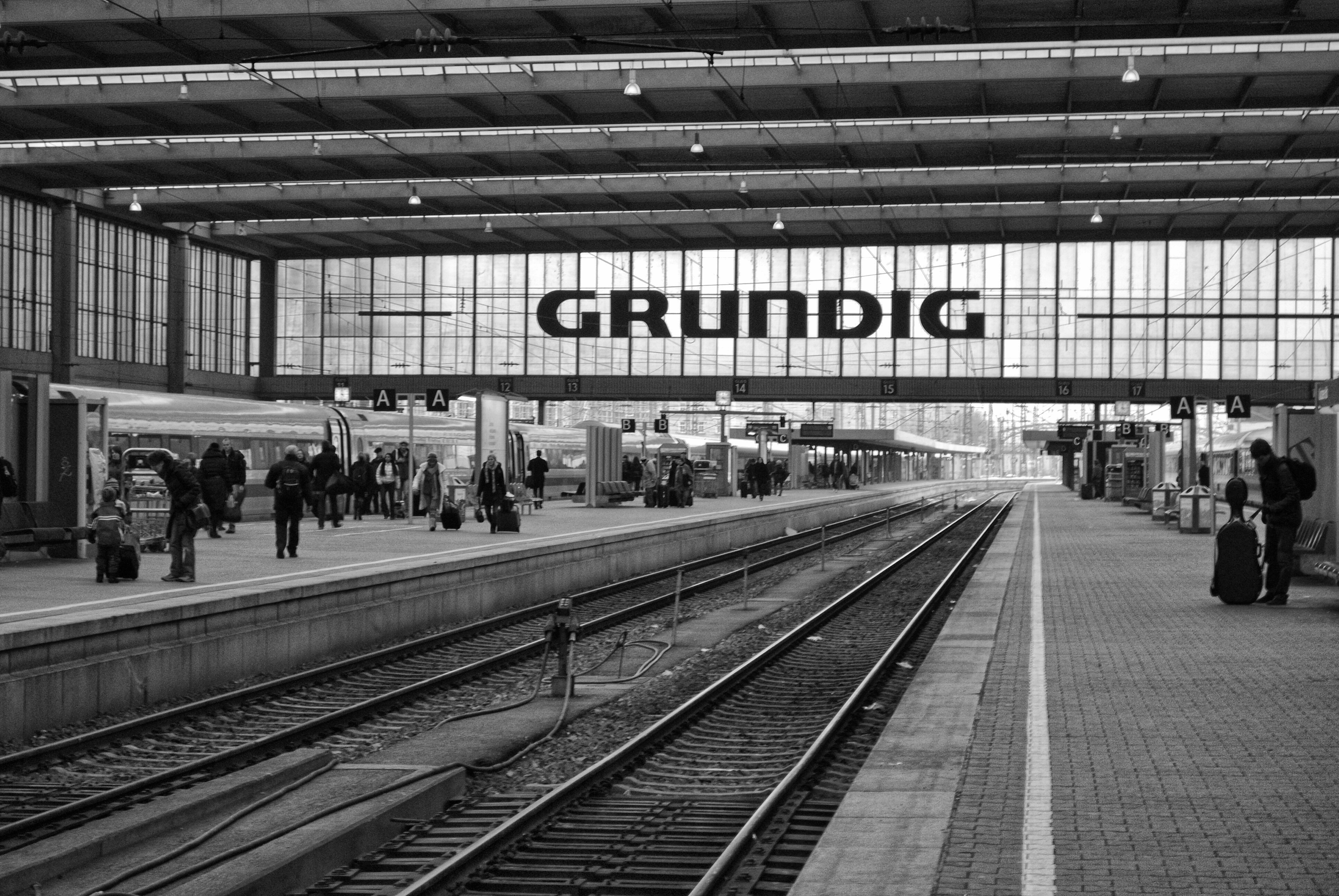
Grundig-Werbung am Hauptbahnhof München

Grundig-Logo seit dem Jahr 2019

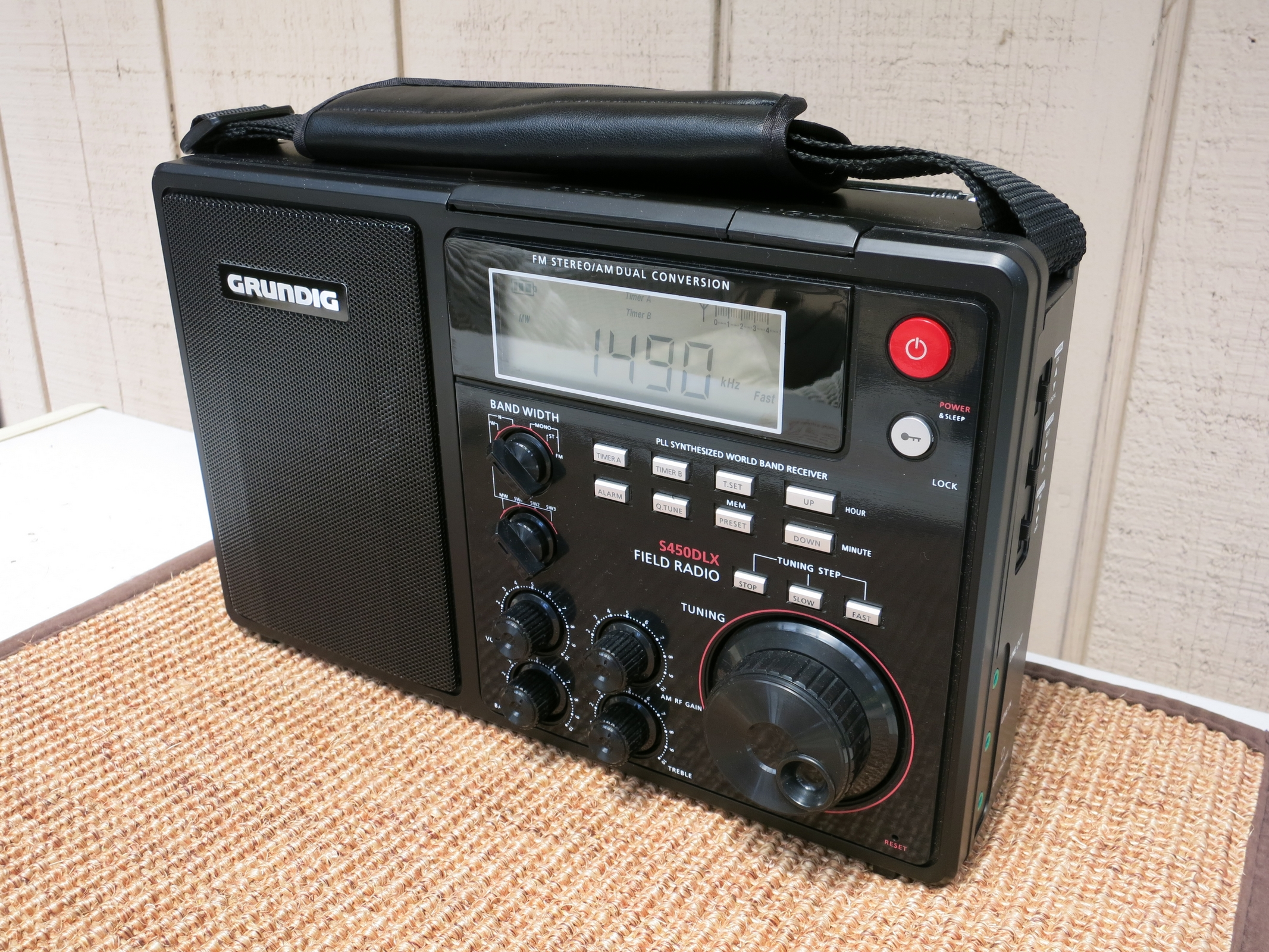
Weltempfänger der Marke Grundig aus chinesischer Produktion

Die Wurzeln der Marke Grundig liegen im 1945 gegründeten Unternehmen Grundig AG, das zunächst mit Radios und Fernsehern zu einem Symbol des westdeutschen Wirtschaftswunders wurde. Nach der Insolvenz der Grundig AG nahm am 1. Mai 2004 die Grundig Intermedia GmbH ihren Geschäftsbetrieb mit Sitz in Nürnberg auf. Andere Bereiche des Unternehmens wurden von der Delphi Corporation übernommen. 
Anfang 2008 übernahm die türkische Koç Holding alle Anteile an der Grundig Multimedia B.V., des Mutterunternehmens der in Nürnberg ansässigen Grundig Intermedia GmbH. Zuvor lagen je 50 Prozent der Anteile bei der britischen Alba Radio Ltd. und der Koç-Tochter Beko Electronic A.S. Im April 2016 kündigte der türkische Konzern Arçelik als Eigentümer der Grundig Intermedia GmbH an, dass der von der früheren Grundig AG stammende Standort Nürnberg/Fürth geschlossen wird und mit den verbliebenen 72 Arbeitsplätzen nach Neu-Isenburg in die Nähe von Frankfurt am Main umzieht. Dort wurde das Unternehmen Ende 2020 mit Beko Deutschland zur Beko Grundig Germany GmbH verschmolzen und bezog im Mai 2022 die neue Zentrale für Nord-Europa im Bürogebäude „The Twist“ in Eschborn. Ende 2023 wurde der traditionsreiche Namensbestandteil Grundig aus der Firma gestrichen und lautet nur noch Beko Germany GmbH.
Ab 2013 wurde das Produktportfolio unter der Marke Grundig um Haushaltsgroß- und -kleingeräte ergänzt. Daneben werden weiterhin Geräte der Unterhaltungselektronik wie MP3-Player sowie Radio- und Fernsehgeräte angeboten.
Zum 75. Jubiläum von Grundig im Jahr 2020 wurde zur Erinnerung an den 1945/1946 entwickelten Radioempfänger Heinzelmann ein Radio mit einem an das historische Vorbild angenäherten Design in einer limitierten Auflage angeboten.

## Beko, Geschichte und Produkte

Beko-Logo

Seit 1979 gibt es Beko in Deutschland, damals in Frankfurt am Main als Interbrücke GmbH (Bereich Automotive) gegründet. Seit den 1990er Jahren wurden die ersten Elektrogeräte der Marke Beko nach Deutschland exportiert, darunter Waschmaschinen und Kühlschränke. 1999 wurde die Firma in Beko Deutschland GmbH umbenannt. Der Markenname Beko leitet sich von einem 1955 von Vehbi Koç unter dem Namen Beko Ticaret A.Ş gegründeten Unternehmen ab, das später als Beko Elektronik A.Ş. und zuletzt für kurze Zeit als Grundig Elektronik A.Ş. firmierte, bevor es in die Arçelik A.S. eingegliedert wurde.
Beko liefert Produkte aus dem Bereich der Haushaltsgroßgeräte, wie z. B. Kühlschränke, Gefriergeräte, Kühl-/Gefrierkombinationen, Waschmaschinen, Waschtrockner, Backöfen, Kochfelder und Geschirrspüler.

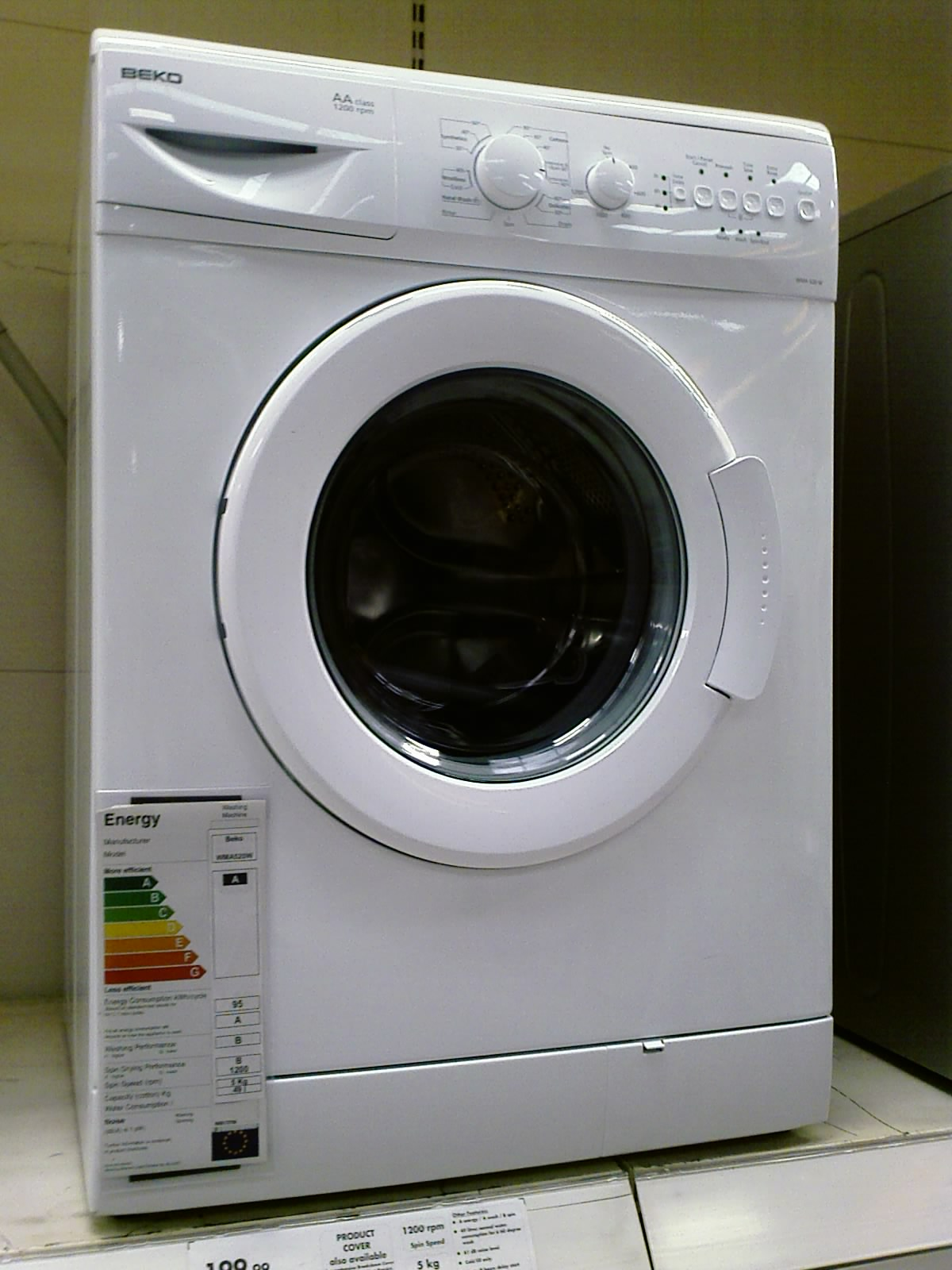
Waschmaschine
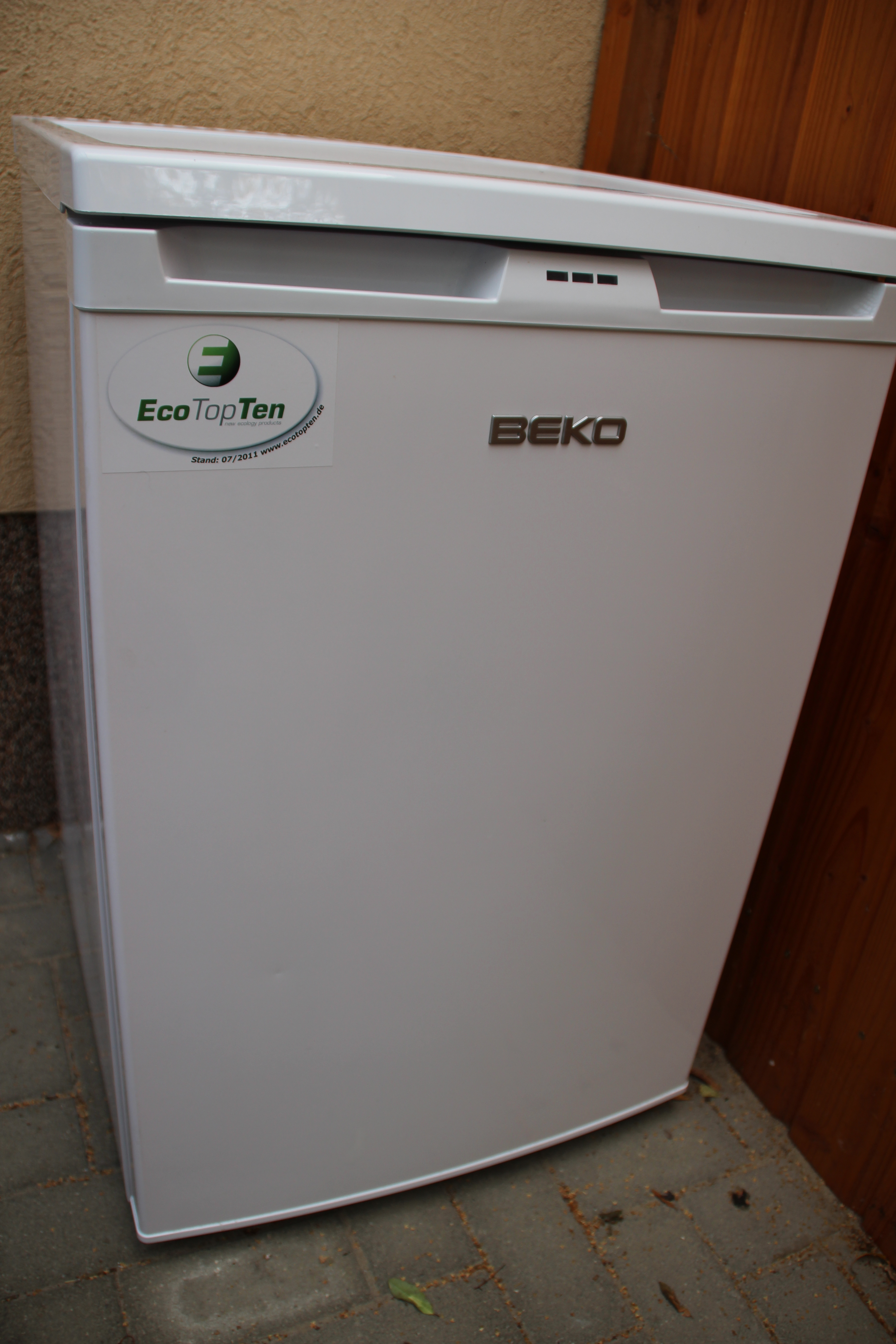
Kühlschrank
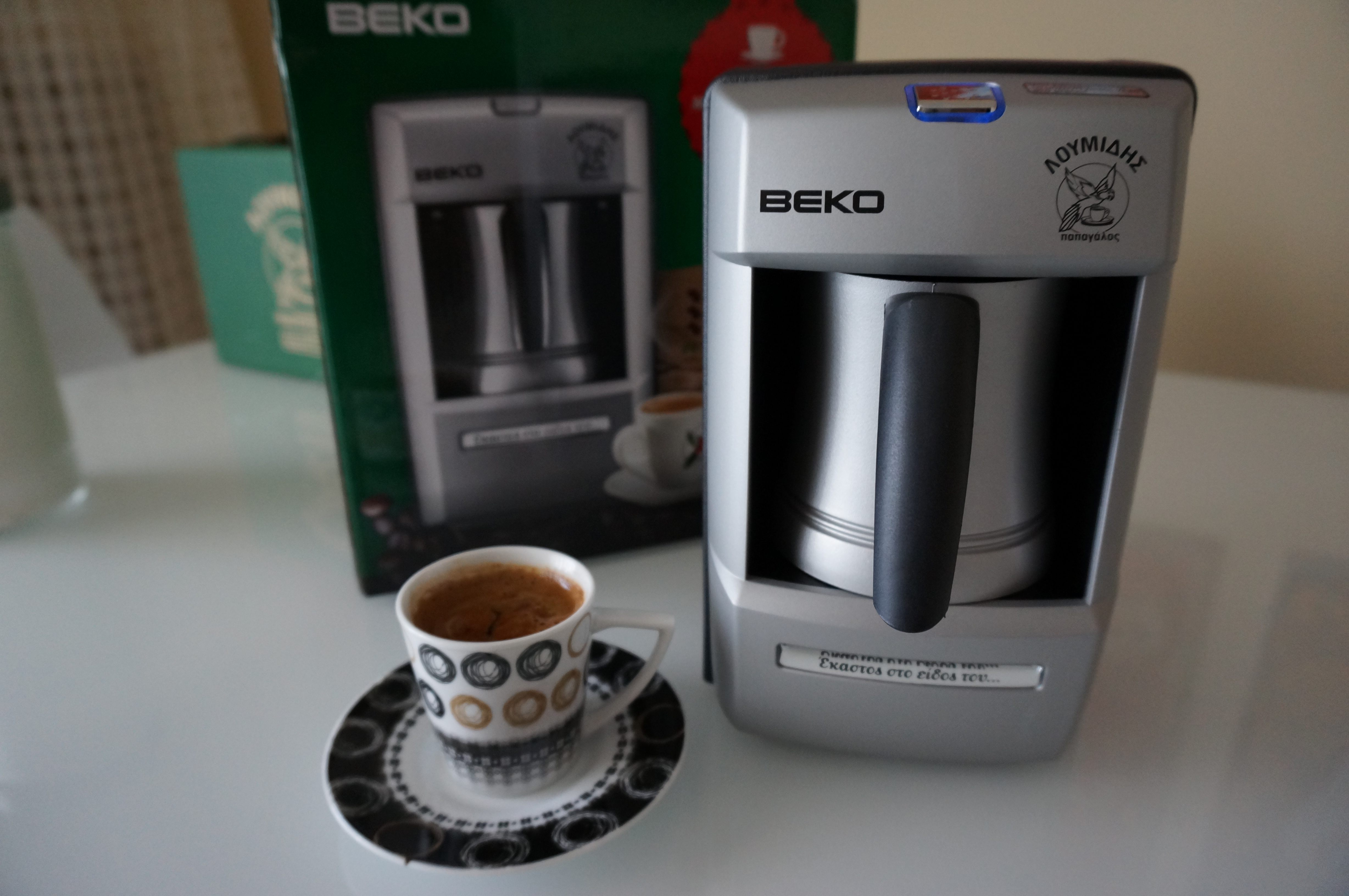
Kaffeemaschine

### Sponsoring
Der Fußballspieler Marc-André ter Stegen tritt in der Öffentlichkeit als Markenbotschafter von Beko in Erscheinung. Darüber hinaus engagiert sich Beko als offizieller Ausrüster der League of Legends European Championship (LEC).